# Муденда, Элайджа
Элайджа Хаатуакали Каиба Муденда (6 июня 1927, Мача, Южная провинция, протекторат Северная Родезия — 2 ноября 2008, Лусака, Замбия) — замбийский политический деятель, премьер-министр Замбии (1975—1977).

## Биография
Родился в семье вождя племени.
Обучался в Университете Макерере (Уганда), Университете Форт-Хэйр (ЮАР) и Кембриджском университете по специальности «сельское хозяйство», был одним из первых замбийских политиков, получивших высшее образование.
После возвращения на родину на исследовательской работе в лаборатории растениеводства.
В 1962 г. активно включается в политическую жизнь. В 1964—1967 гг. — министр сельского хозяйства, в 1967—1969 гг. — министр финансов, в 1969 и в 1970—1973 гг. — министр иностранных дел (на этом посту активно посредничал в переговорах о сближении ведущих антиправительственных партизанских движений Южной Родезии — ЗАПУ и ЗАНУ).
27 мая 1975 — 20 июля 1977 гг. — премьер-министр Замбии.
С 1977 до конца 1990-х гг. — на партийной работе в Объединенной партии национальной независимости (ЮНИП), являлся председателем Комитета ЦК ЮНИП по политическим, конституционным, правовым и международным вопросам, членом ЦК ЮНИП.
Активно работал на посту председателя общества кубинско-замбийской дружбы, за что был награждён кубинской медалью Дружбы (2005).
Умер в медицинском центре в Лусаке и был удостоен государственных похорон.